# Kurt Radeke
Kurt Radeke (* 27. April 1924 in Pasewalk; † 9. Februar 2017) war ein deutscher Schauspieler und Synchronsprecher.

## Leben
Kurt Radeke wuchs in Pasewalk auf. Er absolvierte seine professionelle Schauspielausbildung von 1951 bis 1954 an der Staatlichen Schauspielschule Berlin. Anschließend bekam er von 1954 bis 1956 sein erstes Engagement am Landestheater Eisenach. Er wechselte zum Stadttheater in Greifswald, wo er mit dem Regisseur Adolf Dresen bis zum Jahr 1965 zusammenarbeitete. In den folgenden Jahren machte er einen großen Karrieresprung. Er ging an das Mecklenburgische Staatstheater in Schwerin und wurde als festes Ensemblemitglied bis 1989 am Maxim-Gorki-Theater Berlin engagiert. Zu seinen wichtigen Theaterrollen zählen Friedrich der Große in Die Preußen kommen von Klaus Hammel sowie der Diener in Stella von Johann Wolfgang von Goethe.
Kurt Radeke wirkte in seiner fast fünf Jahrzehnte lang andauernden Karriere als Schauspieler vor der Kamera von 1960 bis 2005 in mehr als 70 Film-und-Fernsehproduktionen mit. Er wirkte in zahlreichen Produktionen des Deutschen Fernsehfunks und in DEFA-Spielfilmproduktionen mit, zumeist allerdings in Nebenrollen. Vielen Zuschauern ist er vor allem durch seine Rolle als Schausteller Albert in Spuk unterm Riesenrad in Erinnerung geblieben.
Radeke war auch gelegentlich als Synchronsprecher aktiv.
Kurt Radeke starb im Februar 2017 im Alter von 92 Jahren.

## Filmografie (Auswahl)
- 1960: Blaue Stunde mit Ursula Harking
- 1961: Gewissen in Aufruhr (Fernsehfilm)
- 1969: Sankt Urban
- 1970: Fiete Stein
- 1970: Tscheljuskin
- 1971: Kennen Sie Urban?
- 1971: Zeit der Störche
- 1971: Goya
- 1971: Männer ohne Bart
- 1971: Die Verschworenen
- 1971: Husaren in Berlin
- 1972: Leichensache Zernik
- 1972: Polizeiruf 110: Das Ende einer Mondscheinfahrt (Fernsehreihe)
- 1973: Unterm Birnbaum
- 1973: Den Wolken ein Stück näher (Fernsehfilm)
- 1973: Die Zwillinge (Fernsehen)
- 1974: Polizeiruf 110: Kein Paradies für Elstern (Fernsehreihe)
- 1975: Till Eulenspiegel
- 1975: Bin ich Moses?
- 1975: Die Seefee
- 1976: Frau Jenny Treibel (Fernsehfilm)
- 1976: Das blaue Licht
- 1977: Die Millionen des Knut Brümmer
- 1977: Das Herz der Dinge
- 1977: Wer reißt denn gleich vor’m Teufel aus
- 1978: Spuk unterm Riesenrad (Fernsehfilm)
- 1979: Zünd an, es kommt die Feuerwehr
- 1980: Die Schmuggler von Rajgrod
- 1981: Dein unbekannter Bruder
- 1982: Der Mann von der Cap Arcona
- 1982: Melanie van der Straaten (Fernsehfilm)
- 1982: Wenn’s donnert, blüht der Gummibaum (Fernsehfilm)
- 1983: Plauener Spitzen
- 1984: Drei Schwestern (Fernsehfilm)
- 1984: Wo andere schweigen
- 1985: Polizeiruf 110: Treibnetz (Fernsehreihe)
- 1986: Der Verrückte vom Pleicher-Ring (Fernsehspiel)
- 1987: Wengler und Söhne. Eine Legende
- 1987: Der Staatsanwalt hat das Wort: Himmelblau oder Hans im Glück
- 1989: Ich, Thomas Müntzer, Sichel Gottes
- 1990: König Phantasios
- 1992: Die Antigone des Sophokles nach der Hölderlinschen Übertragung für die Bühne bearbeitet von Brecht
- 1997: Polizeiruf 110: Über den Tod hinaus (Fernsehreihe)
- 1998: Spuk aus der Gruft (Miniserie)
- 2005: Sommer vorm Balkon

## Theater (Auswahl)
- 1966: William Shakespeare: Der Sturm (Prospero) – Regie: Gert Jurgons (Mecklenburgisches Staatstheater Schwerin)
- 1969: Nikolai Gogol: Der Revisor (Schulinspektor) – Regie: Hans-Georg Simmgen (Maxim-Gorki-Theater Berlin)
- 1972: William Congreve: Liebe für Liebe (Vater Foresight) – Regie: Karl Gassauer (Maxim-Gorki-Theater Berlin)
- 1977: Rudi Strahl: Arno Prinz von Wolkenstein oder Kader entscheiden alles – Regie: Karl Gassauer (Maxim-Gorki-Theater Berlin)
- 1983: Molière: Die gelehrten Frauen (Crysale) – Regie: Karl Gassauer (Maxim-Gorki-Theater Berlin)
- 1986: Claus Hammel: Die Preußen kommen (Friedrich II.) – Regie: Karl Gassauer (Maxim-Gorki-Theater Berlin)
- 1990: Alexander Galin: Retro oder zurück aufs Dach (Nikolaj Michailowitsch) – Regie: Karl Gassauer (Maxim-Gorki-Theater Berlin – Studiotheater)

## Hörspiele
- 1969: Friedrich Schiller: Die Verschwörung des Fiesco zu Genua (Romano) – Regie: Peter Groeger (Hörspiel – Rundfunk der DDR)
- 1969: Bernhard Thieme: Protokoll über einen Zeitgenossen (Frenzel) – Regie: Fritz Göhler (Hörspiel – Rundfunk der DDR)
- 1970: Werner Gawande: Die Kündigung (Heinz Kubisch) – Regie: Joachim Staritz (Hörspiel – Rundfunk der DDR)
- 1970: Autorenkollektiv: Gespräche an einem langen Tag – Regie: Detlef Kurzweg (Hörspiel – Rundfunk der DDR)
- 1970: Armand Lanoux: Der Hüter der Bienen – Regie: Fritz Göhler (Hörspiel – Rundfunk der DDR)
- 1973: Linda Teßmer: Am schwarzen Mann (Wirt) – Regie: Joachim Staritz (Hörspiel – Rundfunk der DDR)
- 1974: Giorgio Bandini: Der verschollene Krieger (Reisender) – Regie: Peter Groeger (Hörspiel – Rundfunk der DDR)
- 1983: August Strindberg: Ein Traumspiel – Regie: Peter Groeger (Märchen für Erwachsene – Rundfunk der DDR)
- 1984: Brüder Grimm: Der Teufel mit den drei goldenen Haaren (Fährmann) – Regie: Maritta Hübner (Kinderhörspiel – Litera)
- 1985: Franz Fühmann: Das blaue Licht – Regie: Barbara Plensat (Fantasy, Märchen für Erwachsene – Rundfunk der DDR)
- 1986: Georg Büchner: Woyzeck (Alter Mann) – Regie: Joachim Staritz (Hörspiel – Rundfunk der DDR)